# Глиниця (Чернівецький район)
Глини́ця — село в Україні, у Мамаївській сільській громаді Чернівецького району Чернівецької області.

## Географія
Буковинське село Глиниця розташоване поблизу річки Прут.

## Історія
З 24 серпня 1991 року село входить до складу незалежної України.
9 серпня 2017 року шляхом об'єднання Лужанської селищної ради та Мамаївської сільської ради, село увійшло до складу Мамаївської сільської громади.
17 липня 2020 року, в результаті адміністративно-територіальної реформи та ліквідації Кіцманського району, село увійшло до складу Чернівецького району.

## Населення

### Мова
Розподіл населення за рідною мовою за даними перепису 2001 року:
| Мова            | Кількість | Відсоток |
| --------------- | --------- | -------- |
| українська      | 1623      | 98.90%   |
| російська       | 12        | 0.74%    |
| румунська       | 4         | 0.24%    |
| білоруська      | 1         | 0.06%    |
| інші/не вказали | 1         | 0.06%    |
| Усього          | 1641      | 100%     |

## Охорона природи
Біля села розташований Глиницький заказник.

## Пам'ятки
- Церква (Храм Рождество Пресвятої Богородиці)  належить до триконхового типу.[4]